# HanCinema
HanCinema – anglojęzyczna baza danych poświęcona południowokoreańskim filmom, serialom oraz ludziom kina koreańskiego. Jest skierowana do odbiorców spoza Korei Południowej.  
Witryna została założona w 2003 roku, a jej twórcą jest Cédric Collemine. W ciągu miesiąca serwis odnotowuje ponad milion wizyt (stan na 2020 rok).